# Leonhard Fanto
Leonhard Fanto (* 8. September 1874 in Wien, Österreich-Ungarn; † 16. September 1940 in Dresden) war ein österreichischer Maler, Grafiker, Zeichner und Bühnenbildner. Er wurde bekannt für seine Kostümbilder und Genreszenen vom Balkan.

## Leben

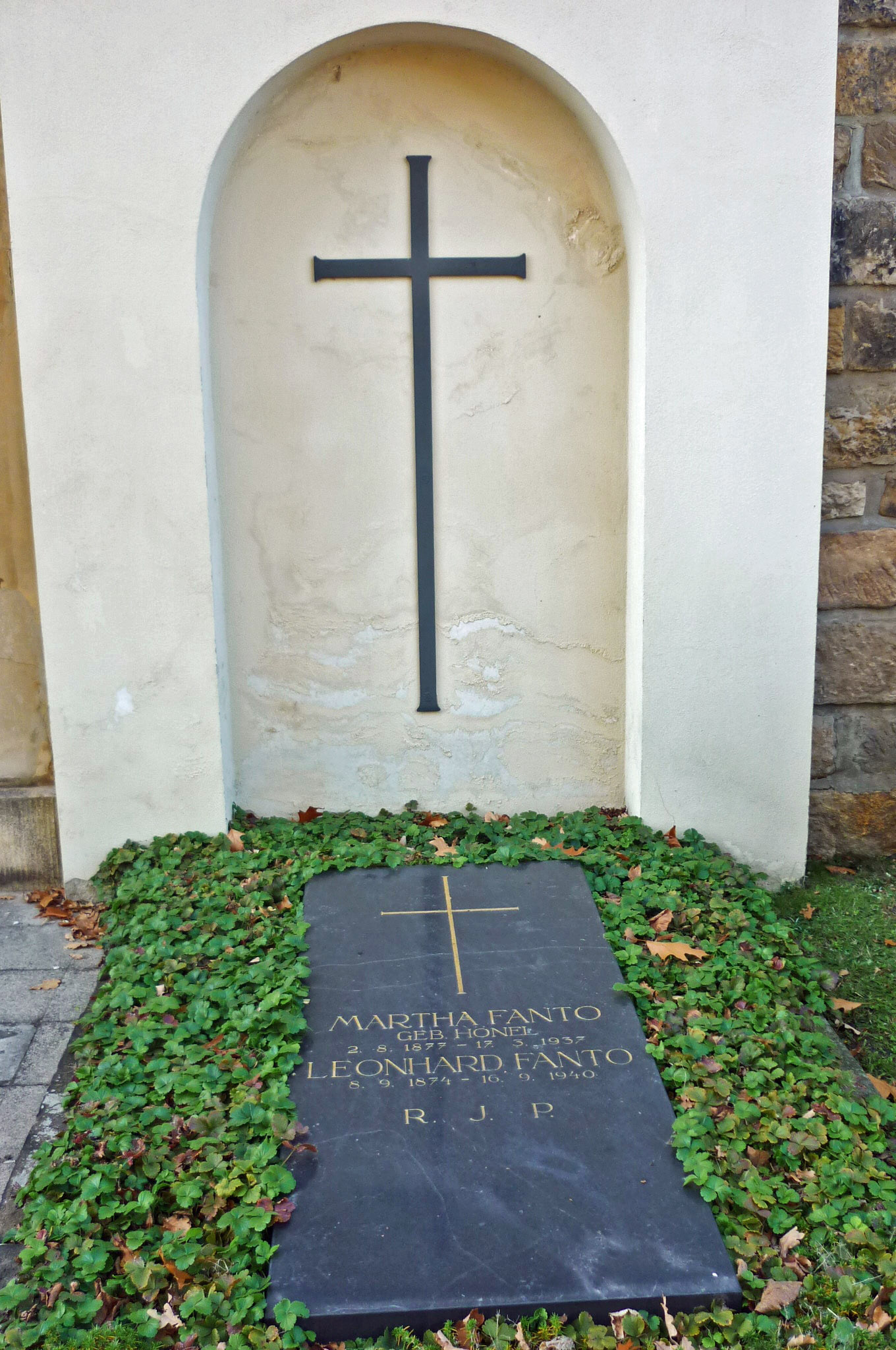
Grab von Leonhard Fanto

Fanto wurde in Wien von Franz Kopallik ausgebildet. Von 1892 bis 1895 studierte er an der dortigen Akademie der Bildenden Künste bei Siegmund L’Allemand. Die beiden Folgejahre verbrachte er an der privaten Académie Julian in Paris bei Jean-Paul Laurens und Jean-Joseph Benjamin-Constant und unternahm auch eine Studienreise nach Rom. Um 1898 bereiste er den Balkan und arbeitete mehrere Jahre hindurch in Wien. Im Jahr 1902 wurde er als künstlerischer Vorstand für das Kostümwesen am  und später Ausstattungsberater am königlichen Hoftheater und am Neuen Hoftheater (Semperoper) in Dresden angestellt. In dieser Funktion gestaltete er das Bühnenbild und die Kostüme der Neuinszenierungen. Seinen Ruf verdankt er seiner Arbeit an historischen Inszenierungen. Außerdem malte er Kostümbilder und Genreszenen vom Balkan. Im Jahr 1904 fertigte er für de deutschen Kaiser Wilhelm II. eine Serie historischer Uniformen in Aquarell, und im Folgejahr eine weitere Serie für den bayrischen Prinzregenten Luitpold. Seit 1909 fertigte Fanto Farbholzschnitte, die er selbst druckte. Der Schriftsteller Gerhart Hauptmann, mit dem er befreundet war, widmete ihm seinen 1936 erschienenen Roman Im Wirbel der Berufung mit folgenden Worten: „Leonhard Fanto, dem Meister der Bühnengestaltung, freundschaftlich Entworfen im August 1924 in Bad Liebenstein, begonnen im Sommer 1926, mit großen Unterbrechungen weitergeführt und beendet im Sommer 1935 in Kloster auf Hiddensee“
Fanto war mit Marta (geborene Hönel, 2. August 1877 – 17. März 1937) verheiratet. Er starb 1940 und wurde auf dem Inneren Katholischen Friedhof in Dresden bestattet.

## Werke (Auswahl)

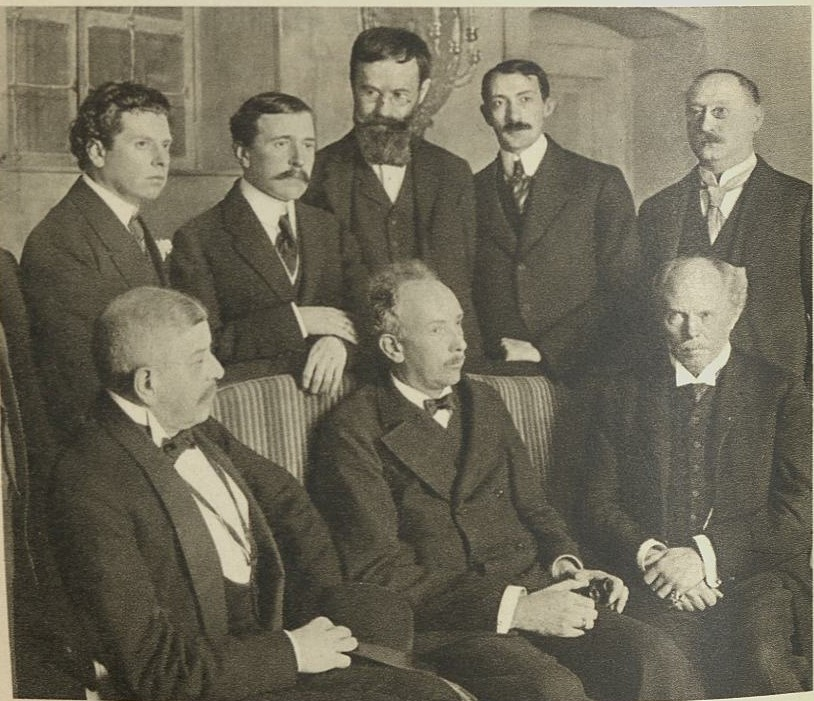
Uraufführung Der Rosenkavalier, 1911 Dresden, Fanto 2. von rechts, stehend

Zu seinen Hauptwerken gehörten zahlreiche Inszenierungen, die überwiegend in Dresden aufgeführt wurden, darunter:
- Johann Wolfgang von Goethes Faust in Weimar
- Friedrich Schillers Jungfrau von Orleans
- Friedrich Hebbels Agnes Bernauer und Die Nibelungen
- Alfred Grünfelds Die Schönen von Fogaras
- Der Rosenkavalier von Richard Strauss

Porträts
- 1890: Bildnis Eduard Bauernfelds (kam ins historische Museum der Stadt Wien)
- 1897: Bildnis Emerich Roberts (Ehrengalerie des k. k. Hofburgtheaters in Wien)

Steindrucke
- Bildnis Richard Strauß
- Bildnis Karl Hauptmann
- Bildnis Leo Fall
- Bildnis Sir Roger Casement

Genre- oder Kostümbilder
- Bildnisse galizischer und magyarischer (ungarischer) Volkstypen

Holzschnitte (zumeist Einzelfiguren)
- Mädchen aus Gaya, Mährische Zigeunerin, Mädchen aus Hradisch, Mädchen aus Velka, Bauer aus Ragusa, Bäuerin aus Jaroschau, Dalmatiner, Dalmatinerin
- Mährische Volkstrachten
- Bildnis der Grete Wiesenthal, die ungarische Rhapsodie tanzend (Franz Liszt: Ungarische Rhapsodien, Grete Wiesenthal)